# Jason Gatson
Jason Gatson (Mesa, 25 de junho de 1980) é um ex-ginasta norte-americano que competiu em provas de ginástica artística.
Jason fez parte da equipe olímpica norte-americana que disputou os Jogos Olímpicos de Atenas, em 2004. Neles, ao lado de Morgan Hamm, Paul Hamm, Brett McClure, Blaine Wilson e Guard Young, fora medalhista de prata na prova coletiva, superando a equipe da Romênia e sendo superado pela equipe do Japão.